# Lipogramma anabantoides
Lipogramma anabantoides ist ein sehr kleiner Meeresfisch aus der Familie der Feenbarsche (Grammatidae), der im tropischen, westlichen Atlantik vorkommt und bisher bei den Bahamas, den Florida Keys, an den Küsten von Hispaniola und der mexikanischen Insel Banco Chinchorro vor der Küste von Yucatan gefunden wurde. Bei den Kleinen Antillen scheint die Art zu fehlen.

## Merkmale
Lipogramma anabantoides erreicht eine Standardlänge von 1,6 cm und hat einen 4 mm langen Kopf. Der Kopf von der Schnauzenspitze bis zu den Ansätzen von Rücken-, Brust- und Bauchflossen ist rosarot gefärbt, der Rumpf rotbraun bis siennafarben mit helleren und dunkleren Schuppenreihen. Die Rückenflosse ist gelblich bis orange mit einem schwarzen Rand und einem schwarzen, weiß umrandeten Augenfleck im hinteren Bereich. Die Afterflosse ist an der Basis orange, gefolgt von einem schwarzen, einem gelben und am Rand wieder einem schwarzen Streifen. Die Bauchflossen sind schwarz mit gelben Punkten. Die Schwanzflosse ist zeigt ein orange-schwarzes Streifenmuster mit einem gelben Streifen unmittelbar vor dem schwärzlichen Außenrand. Die Kiemendeckel ist stachellos, die Prämaxillare an ihren Rändern nicht gesägt. Das Maul ist vorstülpbar (protraktil). Die Maxillare reicht bei geschlossenem Maul bis unter die Augenmitte. Die vorderen Nasenöffnungen enden in einer Röhre und stehen weit vor den ovalen, hinteren Nasenöffnungen, die vor den Augen liegen. Pseudobranchien sind gut entwickelt.
- Flossenformel: Dorsale XIII/8–9, Anale III/7–9, Pectorale 17/17, Ventrale I/5, Caudale iii/19/iii.
- Schuppenformel: 26/16.
- Kiemenreusenstrahlen: 3/9.
- Branchiostegalstrahlen: 6[2]

## Lebensraum und Lebensweise
Lipogramma anabantoides lebt in Korallenriffen oder zwischen Kalkfelsen, sehr versteckt in Tiefen von 22 bis 79 Metern. Über die Lebensweise der Fische ist bisher nichts bekannt.

## Systematik
Die Fischart wurde im Jahr 1960 durch den US-amerikanischen Ichthyologen James Erwin Böhlke erstbeschrieben. Gleichzeitig wurde die Gattung Lipogramma eingeführt, deren Typusart Lipogramma anabantoides ist. Die Artbezeichnung anabantoides wählte Böhlke, da ihn die Fische mit ihrem kurzen, hohen Körper, dem kleinen Maul und den langen Bauchflossen an die nicht näher verwandten Labyrinthfische (Anabantoidei) erinnerten. Die Gattung wurde von Böhlke der weiteren Verwandtschaft der Sägebarsche (Serranidae) zugeordnet und die Gattung Grammatonotus, die heute zu den Glanzbarschen (Callanthiidae) gehört, wurde als engste Verwandte angesehen. Heute bilden die Gattungen Gramma und Lipogramma zusammen die Familie der Feenbarsche (Grammatidae).

## Belege
1. 1 2  R. Grant Gilmore: Lipogramma robinsi, a New Basslet from the Tropical Western Atlantic, with Descriptive and Distributional Notes on L. flavescens and L. anabantoides (Perciformes: Grammatidae). Bull. Mar. Sci. 60(3):782-788.
2. 1 2 3 4  James Erwin Böhlke (1960): Comments on serranoid fishes with disjunct lateral lines, with the description of a new one from the Bahamas. Notulae Naturae (Philadelphia) No. 330: 1-11.
3. 1 2  Lipogramma anabantoides auf Fishbase.org (englisch)